# Bořek Dočkal
Bořek Dočkal (ur. 30 września 1988 w Městcu Králové) – czeski piłkarz grający na pozycji pomocnika. Od 2018 reprezentuje barwy Philadelphia Union, do której jest wypożyczony z chińskiego zespołu Henan Jianye.
Dočkal przeniósł się do Slavii Pragi w wieku 10 lat. Piął się w górę przez wszystkie zespoły młodzieżowe i zadebiutował w pierwszym zespole przeciwko SK Kladno. Pierwszą bramkę dla Slavii zdobył w trzecim meczu przeciwko FK Teplice. Następnie został wysłany na wypożyczenie do Slovana Liberec zimą 2008, z którym kilka miesięcy później podpisał kontrakt.
W lipcu 2010 roku został wypożyczony na rok do tureckiego Konyasporu.
W sierpniu 2011 roku podpisał długoterminowy kontrakt z norweskim Rosenborgiem. W debiucie zaliczył asystę, a jego klub pokonał Molde 3-1.